# Chamuça

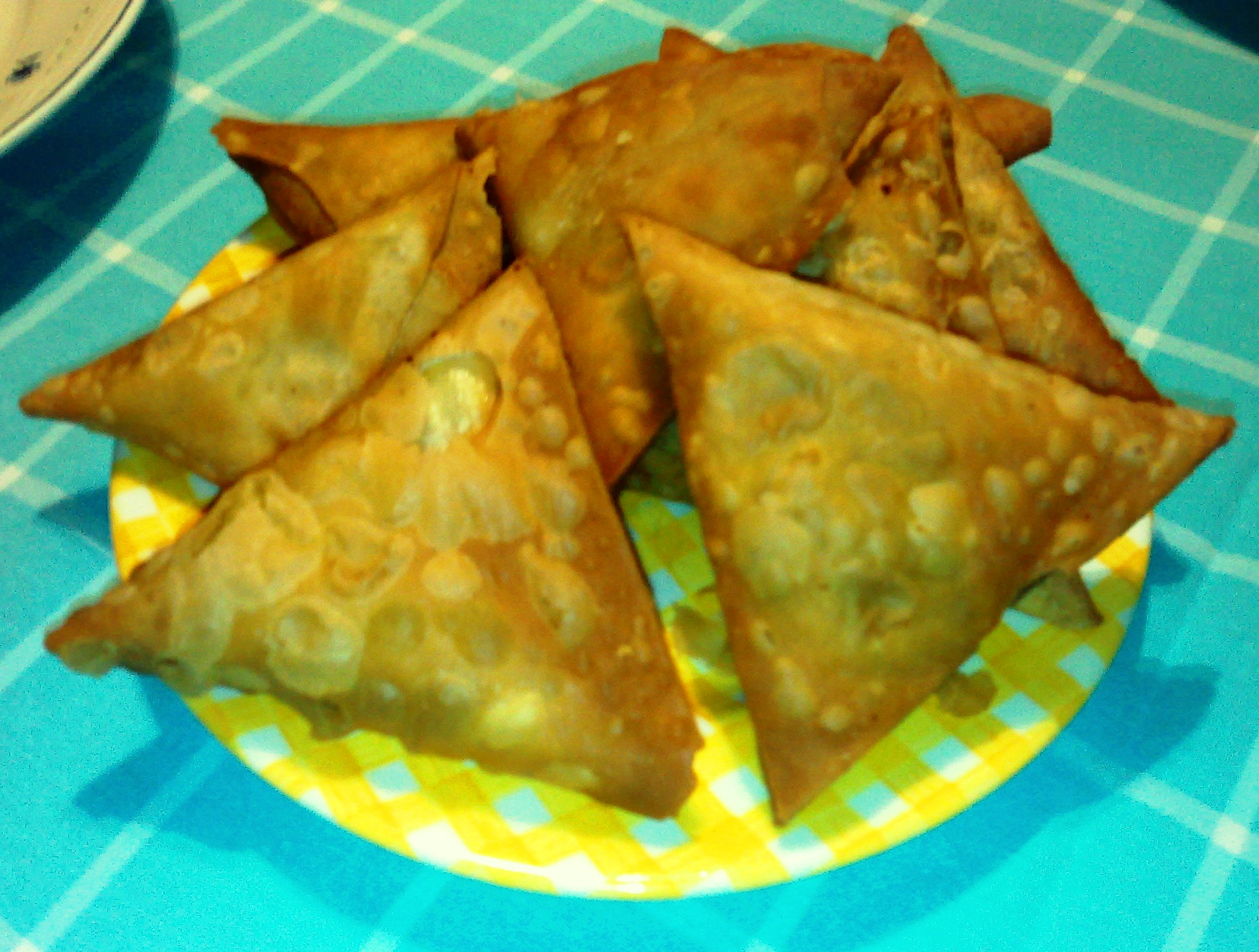
Chamuças de Goa

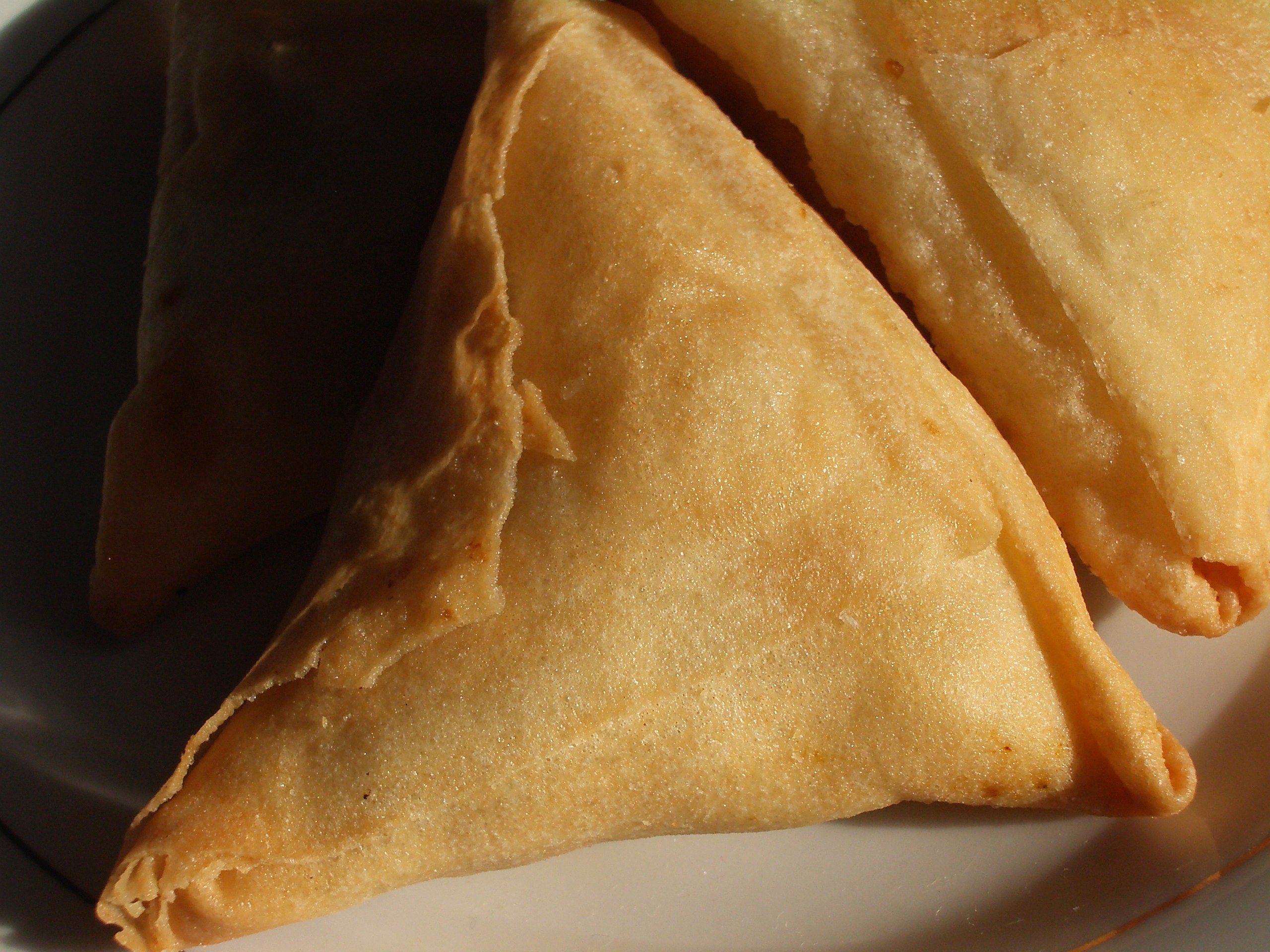
Chamuças indianas

A chamuça (também conhecida como samosa ou samussa) é uma especialidade de origem indiana constituída por fritos de forma triangular recheados com uma mistura condimentada de feijão ou grão, batata ou carne picada, ervas aromáticas e vegetais. 
Chegaram a Portugal através da culinária indo-portuguesa de Goa, Damão e Diu, outrora pertencentes ao Estado Português da Índia. Noutras regiões da Índia, existem versões vegetarianas, que não são tão comuns em Portugal. 
Em Portugal, é possível encontrar as versões com carne picada (sobretudo de bovino e suíno) em inúmeros cafés e restaurantes de comida portuguesa, assim como em restaurantes de comida goesa. Nestes últimos, são por vezes acompanhadas por achares. Em diversas ocasiões, é também comum serem servidas em miniatura, como aperitivo. As versões vegetarianas ou com frango podem ser encontradas congeladas em alguns supermercados e em alguns restaurantes indianos não goeses, de comida de inspiração hindu, por exemplo.
Em Moçambique, dada a numerosa população de origem goesa, a chamuça é também um pastel bastante comum.
No Paquistão, as chamuças são também populares, sendo as mais conhecidas as de Faiçalabade. Pessoas de todo o país deslocam-se àquela cidade só para as experimentar. Apresentam um tamanho invulgarmente grande, com um chetnim vermelho picante no topo, sendo normalmente acompanhadas por salada de cebola. O recheio é normalmente de vegetais mistos, havendo também versões com carne.